# Suolabeek
Suolabeek  (Zweeds – Fins: Suolaoja) is een beek, die stroomt in de Zweedse  gemeente Pajala. De beekrivier ontvangt haar water van plaatselijke heuvels en moerassen. Ze stroomt naar het noordoosten en is inclusief langste bronbeek langer dan tien kilometer. Een kilometer naar het zuidoosten ontspringt de Suksirivier.
Afwatering: Suolabeek → Parkarivier → Muonio → Torne → Botnische Golf